# Světový pohár v běhu na lyžích 2011/2012
Světový pohár v běhu na lyžích 2011/12 byl seriál závodů nejvyšší úrovně v běhu na lyžích. Organizovala jej Mezinárodní lyžařská federace (FIS). Součástí světového poháru byla Tour de Ski. Úvodní závod se uskutečnil 19. listopadu 2011 v norském Sjusjøenu, posledním závodem seriálu byl závod ve švédském Falunu 18. března 2012. Celkové vítězství z předchozího ročníku obhajovali Dario Cologna a Justyna Kowalczyková.

## Celkové výsledky

### Muži

#### Celkové pořadí
| Poz | Závodník           | Body |
| --- | ------------------ | ---- |
| 1.  | Dario Cologna      | 2216 |
| 2.  | Devon Kershaw      | 1466 |
| 3.  | Petter Northug     | 1199 |
| 4.  | Marcus Hellner     | 1058 |
| 5.  | Alexandr Legkov    | 1000 |
| 6.  | Alex Harvey        | 974  |
| 7.  | Maxim Vylegžanin   | 911  |
| 8.  | Maurice Magnificat | 768  |
| 9.  | Ilja Černousov     | 750  |
| 10. | Eldar Rønning      | 675  |

| Poz | Závodník               | Body |
| --- | ---------------------- | ---- |
| 11. | Tobias Angerer         | 646  |
| 12. | Teodor Peterson        | 617  |
| 13. | Lukáš Bauer            | 611  |
| 14. | Johan Olsson           | 593  |
| 15. | Nikolaj Morilov        | 524  |
| 16. | Niklas Dyrhaug         | 512  |
| 17. | Eirik Brandsdal        | 483  |
| 18. | Roland Clara           | 463  |
| 19. | Martin Johnsrud Sundby | 449  |
| 20. | Alexej Petuchov        | 335  |

| Poz | Závodník            | Body |
| --- | ------------------- | ---- |
| 21. | Ola Vigen Hattestad | 426  |
| 22. | Martin Jakš         | 402  |
| 23. | Jean-Marc Gaillard  | 382  |
| 24. | Petr Sedov          | 379  |
| 25. | Jens Filbrich       | 370  |
| 26. | Alexej Poltoranin   | 368  |
| 27. | Sergej Turyčev      | 347  |
| 28. | Len Valjas          | 343  |
| 29. | Tim Tscharnke       | 326  |
| 30. | Sjur Røthe          | 319  |

| Poz | Závodník           | Body |
| --- | ------------------ | ---- |
| 1.  | Dario Cologna      | 1052 |
| 2.  | Devon Kershaw      | 781  |
| 3.  | Alexandr Legkov    | 673  |
| 4.  | Maxim Vylegžanin   | 657  |
| 5.  | Petter Northug     | 619  |
| 6.  | Ilja Černousov     | 567  |
| 7.  | Alex Harvey        | 546  |
| 8.  | Marcus Hellner     | 536  |
| 9.  | Maurice Magnificat | 508  |
| 10. | Johan Olsson       | 503  |

| Poz | Závodník            | Body |
| --- | ------------------- | ---- |
| 1.  | Teodor Peterson     | 617  |
| 2.  | Nikolaj Morilov     | 494  |
| 3.  | Eirik Brandsdal     | 483  |
| 4.  | Alexej Petuchov     | 435  |
| 5.  | Ola Vigen Hattestad | 426  |
| 6.  | Dario Cologna       | 404  |
| 7.  | Devon Kershaw       | 303  |
| 8.  | Emil Jönsson        | 277  |
| 9.  | Pål Golberg         | 258  |
| 10. | Nikita Krjukov      | 257  |

### Ženy

#### Celkové pořadí
| Poz | Závodník               | Body |
| --- | ---------------------- | ---- |
| 1.  | Marit Bjørgenová       | 2689 |
| 2.  | Justyna Kowalczyková   | 2419 |
| 3.  | Therese Johaugová      | 1787 |
| 4.  | Charlotte Kallaová     | 1376 |
| 5.  | Kikkan Randallová      | 1307 |
| 6.  | Marthe Kristoffersen   | 1069 |
| 7.  | Krista Lähteenmäkiová  | 940  |
| 8.  | Aino-Kaisa Saarinenová | 852  |
| 9.  | [[Astrid Jacobsenová]] | 787  |
| 10. | Heidi Wengová          | 785  |

| Poz | Závodník                     | Body |
| --- | ---------------------------- | ---- |
| 11. | Vibeke Skofterudová          | 707  |
| 12. | Maiken Caspersenová Fallaová | 703  |
| 13. | Katrin Zellerová             | 631  |
| 14. | Kristin Størmer Steiraová    | 616  |
| 15. | Riitta-Liisa Roponenová      | 613  |
| 16. | Julija Ivanovová             | 573  |
| 17. | Nicole Fesselová             | 561  |
| 18. | Masako Išidaová              | 542  |
| 19. | Ingvild Flugstad Østberg     | 539  |
| 20. | Natalia Matvějevová          | 487  |

| Poz | Závodník              | Body |
| --- | --------------------- | ---- |
| 21. | Anne Kyllönen         | 487  |
| 22. | Ida Ingemarsdotter    | 475  |
| 23. | Anna Haagová          | 404  |
| 24. | Riikka Sarasoja       | 367  |
| 25. | Natalia Korostelevová | 328  |
| 26. | Anastasia Docenková   | 304  |
| 27. | Polina Medveděvová    | 294  |
| 28. | Hanna Brodin          | 292  |
| 29. | Chandra Crawfordová   | 280  |
| 30. | Valentyna Ševčenková  | 280  |

| Poz | Závodník                  | Body |
| --- | ------------------------- | ---- |
| 1.  | Marit Bjørgenová          | 1448 |
| 2.  | Justyna Kowalczyková      | 1324 |
| 3.  | Therese Johaugová         | 1231 |
| 4.  | Charlotte Kallaová        | 804  |
| 5.  | Marthe Kristoffersen      | 699  |
| 6.  | Vibeke Skofterudová       | 522  |
| 7.  | Krista Lähteenmäkiová     | 492  |
| 8.  | Aino-Kaisa Saarinenová    | 488  |
| 9.  | Kristin Størmer Steiraová | 484  |
| 10. | Heidi Wengová             | 429  |

| Poz | Závodník                     | Body |
| --- | ---------------------------- | ---- |
| 1.  | Kikkan Randallová            | 658  |
| 2.  | Maiken Caspersenová Fallaová | 536  |
| 3.  | Marit Bjørgenová             | 521  |
| 4.  | Justyna Kowalczyková         | 515  |
| 5.  | Natalia Matvějevová          | 469  |
| 6.  | Ida Ingemarsdotter           | 416  |
| 7.  | Chandra Crawfordová          | 280  |
| 8.  | Ingvild Flugstad Østberg     | 266  |
| 9.  | Anne Kyllönen                | 256  |
| 10. | Vesna Fabjanová              | 252  |

## Výsledky závodů

### Muži

#### Individuální závody
| Závod                                                       | Místo konání                             | Disciplína                               | Datum                                    | 1. místo            | 2. místo               | 3. místo               | Česká účast                                                                     | Detaily |
| ----------------------------------------------------------- | ---------------------------------------- | ---------------------------------------- | ---------------------------------------- | ------------------- | ---------------------- | ---------------------- | ------------------------------------------------------------------------------- | ------- |
| 1                                                           | Sjusjøen                                 | 15 km V                                  | 19. listopad                             | Johan Olsson        | Petter Northug         | Roland Clara           | 26. Martin Jakš 29. Jiří Magál 75. Ondřej Horyna 87. Dušan Kožíšek              |         |
| Ruka Triple (25. listopad 2011 - 27. listopad 2011)         |                                          |                                          |                                          |                     |                        |                        |                                                                                 |         |
| 2                                                           | Kuusamo                                  | Sprint K                                 | 25. listopad                             | Teodor Peterson     | Nikita Krjukov         | Øystein Pettersen      | 41. Martin Jakš 49. Ondřej Horyna 59. Lukáš Bauer 108. Jiří Magál               |         |
| 3                                                           | Kuusamo                                  | 10 km V                                  | 26. listopad                             | Petter Northug      | Roland Clara           | Maurice Manificat      | 10. Lukáš Bauer 15. Martin Jakš 20. Jiří Magál 62. Ondřej Horyna                |         |
| 4                                                           | Kuusamo                                  | 15 km K stíhací závod                    | 27. listopad                             | Alexej Poltoranin   | Eldar Rønning          | Daniel Rickardsson     | 9. Lukáš Bauer 31. Martin Jakš 49. Jiří Magál 95. Ondřej Horyna                 |         |
| Ruka Triple - celkové pořadí                                | Ruka Triple - celkové pořadí             | Ruka Triple - celkové pořadí             | Ruka Triple - celkové pořadí             | Petter Northug      | Dario Cologna          | Eldar Rønning          | 9. Lukáš Bauer 24. Martin Jakš 37. Jiří Magál 91. Ondřej Horyna                 |         |
| Konec Ruka Triple                                           |                                          |                                          |                                          |                     |                        |                        |                                                                                 |         |
| 5                                                           | Düsseldorf                               | Sprint V                                 | 3. prosinec                              | Ola Vigen Hattestad | Alexej Petuchov        | Pål Golberg            | 35. Jan Bartoň 50. Dušan Kožíšek 54. Aleš Razým 66. Daniel Máka                 |         |
| 6                                                           | Davos                                    | 30 km V                                  | 10. prosinec                             | Petter Northug      | Maurice Manificat      | Lukáš Bauer            | 3. Lukáš Bauer 11. Martin Jakš 22. Jiří Magál                                   |         |
| 7                                                           | Davos                                    | Sprint V                                 | 11. prosinec                             | Alexej Petuchov     | Teodor Peterson        | Emil Jönsson           | 52. Jan Bartoň 60. Aleš Razým 65. Dušan Kožíšek                                 |         |
| 8                                                           | Rogla                                    | 15 km K hromadný start                   | 17. prosinec                             | Petter Northug      | Dario Cologna          | Alexej Poltoranin      | 25. Martin Jakš                                                                 |         |
| 9                                                           | Rogla                                    | Sprint V                                 | 18. prosinec                             | Dario Cologna       | Nikolaj Morilov        | Anders Gløersen        | 50. Martin Jakš 58. Jan Bartoň                                                  |         |
| Tour de Ski (29. prosinec 2011 - 8. leden 2012)             |                                          |                                          |                                          |                     |                        |                        |                                                                                 |         |
| 10                                                          | Oberhof                                  | 3,75 km V                                | 29. prosinec                             | Petter Northug      | Dario Cologna          | Maurice Manificat      | 27. Lukáš Bauer 43. Martin Jakš 49. Aleš Razým 68. Jiří Magál 91. Ondřej Horyna |         |
| 11                                                          | Oberhof                                  | 15 km K stíhací závod                    | 30. prosinec                             | Axel Teichmann      | Petter Northug         | Dario Cologna          | 7. Lukáš Bauer 28. Martin Jakš 57. Jiří Magál 75. Aleš Razým                    |         |
| 12                                                          | Oberstdorf                               | Sprint K                                 | 31. prosinec                             | Nikita Krjukov      | Alexej Petuchov        | Nikolaj Morilov        | 29. Martin Jakš 70. Lukáš Bauer 93. Jiří Magál                                  |         |
| 13                                                          | Oberstdorf                               | 20 km skiatlon                           | 1. leden                                 | Petter Northug      | Dario Cologna          | Maxim Vylegžanin       | 8. Martin Jakš 15. Lukáš Bauer 48. Jiří Magál                                   |         |
| 14                                                          | Toblach                                  | 5 km K                                   | 3. leden                                 | Alexandr Legkov     | Eldar Rønning          | Dario Cologna          | 4. Lukáš Bauer 19. Martin Jakš 66. Jiří Magál                                   |         |
| 15                                                          | Toblach                                  | Sprint V                                 | 4. leden                                 | Nikolaj Morilov     | Petter Northug         | Dario Cologna          | 16. Martin Jakš 47. Lukáš Bauer                                                 |         |
| 16                                                          | Toblach                                  | 35 km V stíhací závod                    | 5. leden                                 | Dario Cologna       | Petter Northug         | Alexandr Legkov        | 8. Lukáš Bauer 11. Martin Jakš                                                  |         |
| 17                                                          | Val di Fiemme                            | 20 km K hromadný start                   | 7. leden                                 | Eldar Rønning       | Alex Harvey            | Dario Cologna          | 12. Lukáš Bauer 14. Martin Jakš                                                 |         |
| 18                                                          | Val di Fiemme                            | 9 km V stíhací závod                     | 8. leden                                 | Alexandr Legkov     | Maurice Manificat      | Marcus Hellner         | 8. Lukáš Bauer 12. Martin Jakš                                                  |         |
| Tour de Ski - celkové pořadí                                | Tour de Ski - celkové pořadí             | Tour de Ski - celkové pořadí             | Tour de Ski - celkové pořadí             | Dario Cologna       | Marcus Hellner         | Petter Northug         | 6. Lukáš Bauer 9. Martin Jakš                                                   |         |
| Konec Tour de Ski                                           |                                          |                                          |                                          |                     |                        |                        |                                                                                 |         |
| 19                                                          | Milán                                    | Sprint V                                 | 14. leden                                | Eirik Brandsdal     | Josef Wenzl            | Teodor Peterson        | 46. Aleš Razým 55. Dušan Kožíšek 57. Jan Bartoň                                 |         |
| 20                                                          | Otepää                                   | Sprint K                                 | 21. leden                                | Dario Cologna       | Ola Vigen Hattestad    | Eirik Brandsdal        |                                                                                 |         |
| 21                                                          | Otepää                                   | 15 km K                                  | 22. leden                                | Dario Cologna       | Lukáš Bauer            | Devon Kershaw          | 2. Lukáš Bauer                                                                  |         |
| 22                                                          | Moskva                                   | Sprint V                                 | 2. únor                                  | Teodor Peterson     | Anders Gløersen        | Devon Kershaw          |                                                                                 |         |
| 23                                                          | Rybinsk                                  | 15 km V hromadný start                   | 4. únor                                  | Devon Kershaw       | Ilja Černousov         | Tobias Angerer         |                                                                                 |         |
| 24                                                          | Rybinsk                                  | 20 km skiatlon                           | 5. únor                                  | Maxim Vylegžanin    | Ilja Černousov         | Tobias Angerer         |                                                                                 |         |
| 25                                                          | Nové Město                               | 30 km K - hromadný start                 | 11. únor                                 | Johan Olsson        | Dario Cologna          | Maxim Vylegžanin       | 18. Lukáš Bauer 25. Jiří Magál 29. Martin Jakš 54. Jiří Horčička                |         |
| 26                                                          | Szklarska Poręba                         | Sprint V                                 | 17. únor                                 | Devon Kershaw       | Nikolaj Morilov        | Ola Vigen Hattestad    | 17. Martin Jakš 24. Aleš Razým 38. Dušan Kožíšek 49. Ondřej Horyna              |         |
| 27                                                          | Szklarska Poręba                         | 15 km K                                  | 18. únor                                 | Johan Olsson        | Dario Cologna          | Alexandr Legkov        | 18. Martin Jakš 45. Jiří Magál 47. Aleš Razým 61. Ondřej Horyna                 |         |
| 28                                                          | Lahti                                    | 30 km skiatlon                           | 3. březen                                | Dario Cologna       | Martin Johnsrud Sundby | Alex Harvey            | 30. Jiří Magál 34. Martin Jakš                                                  |         |
| 29                                                          | Lahti                                    | Sprint K                                 | 4. březen                                | Emil Jönsson        | Teodor Peterson        | Nikita Krjukov         | 55. Martin Jakš                                                                 |         |
| 30                                                          | Drammen                                  | Sprint K                                 | 7. březen                                | Eirik Brandsdal     | Len Valjas             | Pål Golberg            |                                                                                 |         |
| 31                                                          | Oslo                                     | 50 km K - hromadný start                 | 10. březen                               | Eldar Rønning       | Dario Cologna          | Martin Johnsrud Sundby | 11. Martin Jakš 20. Jiří Magál                                                  |         |
| Finále Světového poháru (14. března 2012 - 18. března 2012) |                                          |                                          |                                          |                     |                        |                        |                                                                                 |         |
| 32                                                          | Stockholm                                | Sprint K                                 | 14. březen                               | Eirik Brandsdal     | Teodor Peterson        | Len Valjas             | 49. Martin Jakš                                                                 |         |
| 33                                                          | Falun                                    | 3,75 km V                                | 16. březen                               | Alex Harvey         | Dario Cologna          | Devon Kershaw          | 17. Martin Jakš                                                                 |         |
| 34                                                          | Falun                                    | 15 km K - hromadný start                 | 17. březen                               | Dario Cologna       | Eldar Rønning          | Len Valjas             | 27. Martin Jakš                                                                 |         |
| 35                                                          | Falun                                    | 15 km V - stíhací závod                  | 18. březen                               | Petr Sedov          | Alex Harvey            | Roland Clara           | 13. Martin Jakš                                                                 |         |
| Finále Světového poháru - celkové pořadí                    | Finále Světového poháru - celkové pořadí | Finále Světového poháru - celkové pořadí | Finále Světového poháru - celkové pořadí | Dario Cologna       | Devon Kershaw          | Niklas Dyrhaug         | 19. Martin Jakš                                                                 |         |
| Konec Finále Světového poháru                               |                                          |                                          |                                          |                     |                        |                        |                                                                                 |         |

#### Týmové závody
| Závod | Místo konání | Disciplína        | Datum        | 1. místo                                                                    | 2. místo                                                                            | 3. místo                                                                 | Česká účast                                                        | Detaily |
| ----- | ------------ | ----------------- | ------------ | --------------------------------------------------------------------------- | ----------------------------------------------------------------------------------- | ------------------------------------------------------------------------ | ------------------------------------------------------------------ | ------- |
| 1     | Sjusjøen     | Štafeta 4 × 10 km | 20. listopad | Norsko I Eldar Rønning Finn Hågen Krogh Lars Berger Petter Northug          | Norsko III John Kristian Dahl Ronny Fredrik Ansnes Morten Eilifsen Sjur Røthe       | Švédsko Marcus Hellner Daniel Rickardsson Johan Olsson Calle Halfvarsson | 12. ČR Jiří Magál Martin Jakš Ondřej Horyna Dušan Kožíšek          |         |
| 2     | Düsseldorf   | Sprint dvojic V   | 4. prosinec  | Švédsko I Jesper Modin Teodor Peterson                                      | Rusko I Nikita Krjukov Alexej Petuchov                                              | Norsko I Pål Golberg Ola Vigen Hattestad                                 | 18. ČR I Jan Bartoň Dušan Kožíšek 22. ČR II Aleš Razým Daniel Máka |         |
| 3     | Milán        | Sprint dvojic V   | 15. leden    | Rusko I Alexej Petuchov Nikolaj Morilov                                     | Švédsko I Calle Halfvarsson Teodor Peterson                                         | Itálie I David Hofer Fulvio Scola                                        | 15. ČR Aleš Razým Dušan Kožíšek                                    |         |
| 4     | Nové Město   | Štafeta 4 × 10 km | 12. únor     | Norsko I Eldar Rønning Niklas Dyrhaug Martin Johnsrud Sundby Petter Northug | Rusko I Dmitrij Japarov Stanislav Volžencev Konstantin Glavatskich Maxim Vylegžanin | Švédsko Daniel Rickardsson Johan Olsson Anders Södergren Marcus Hellner  | 10. ČR Jiří Magál Martin Jakš Jiří Horčička Ondřej Horyna          |         |

### Ženy

#### Individuální závody
| Závod                                                       | Místo konání                     | Disciplína                       | Datum                            | 1. místo                     | 2. místo                     | 3. místo                     | Česká účast                           | Detaily |
| ----------------------------------------------------------- | -------------------------------- | -------------------------------- | -------------------------------- | ---------------------------- | ---------------------------- | ---------------------------- | ------------------------------------- | ------- |
| 1                                                           | Sjusjøen                         | 10 km V                          | 19. listopad                     | Marit Bjørgenová             | Charlotte Kallaová           | Vibeke Skofterudová          |                                       |         |
| Ruka Triple (25. listopad 2011 - 27. listopad 2011)         |                                  |                                  |                                  |                              |                              |                              |                                       |         |
| 2                                                           | Kuusamo                          | Sprint K                         | 25. listopad                     | Marit Bjørgenová             | Charlotte Kallaová           | Vibeke Skofterudová          |                                       |         |
| 3                                                           | Kuusamo                          | 5 km V                           | 26. listopad                     | Marit Bjørgenová             | Charlotte Kallaová           | Vibeke Skofterudová          |                                       |         |
| 4                                                           | Kuusamo                          | 10 km K - stíhací závod          | 27. listopad                     | Therese Johaugová            | Marit Bjørgenová             | Vibeke Skofterudová          |                                       |         |
| Ruka Triple - celkové pořadí                                | Ruka Triple - celkové pořadí     | Ruka Triple - celkové pořadí     | Ruka Triple - celkové pořadí     | Marit Bjørgenová             | Therese Johaugová            | Vibeke Skofterudová          |                                       |         |
| Konec Ruka Triple                                           |                                  |                                  |                                  |                              |                              |                              |                                       |         |
| 5                                                           | Düsseldorf                       | Sprint V                         | 3. prosinec                      | Kikkan Randallová            | Natalia Matvějevová          | Laurien van der Graaffová    | 42. Karolína Grohová 53. Eva Nývltová |         |
| 6                                                           | Davos                            | 15 km V                          | 10. prosinec                     | Marit Bjørgenováová          | Vibeke Skofterudová          | Therese Johaugová            | 42. Eva Nývltová 54. Ivana Janečková  |         |
| 7                                                           | Davos                            | Sprint V                         | 11. prosinec                     | Kikkan Randallová            | Natalia Matvějevová          | Maiken Caspersenová Fallaová | 37. Eva Nývltová 65. Karolína Grohová |         |
| 8                                                           | Rogla                            | 10 km K - hromadný start         | 17. prosinec                     | Justyna Kowalczyková         | Therese Johaugová            | Vibeke Skofterudová          | 40. Eva Nývltová                      |         |
| 9                                                           | Rogla                            | Sprint V                         | 18. prosinec                     | Maiken Caspersenová Fallaová | Chandra Crawfordová          | Ida Ingemarsdotter           | 48. Eva Nývltová                      |         |
| Tour de Ski (29. prosinec 2011 - 8. leden 2012)             |                                  |                                  |                                  |                              |                              |                              |                                       |         |
| 10                                                          | Oberhof                          | 2,5 km V                         | 29. prosinec                     | Justyna Kowalczyková         | Marit Bjørgenová             | Hanna Brodin                 | 31. Eva Nývltová 51. Ivana Janečková  |         |
| 11                                                          | Oberhof                          | 10 km K - stíhací závod          | 30. prosinec                     | Justyna Kowalczyková         | Therese Johaugová            | Marit Bjørgenová             | 25. Eva Nývltová 51. Ivana Janečková  |         |
| 12                                                          | Oberstdorf                       | Sprint K                         | 31. prosinec                     | Justyna Kowalczyková         | Marit Bjørgenová             | [[Astrid Jacobsenová]]       | 25. Eva Nývltová 67. Ivana Janečková  |         |
| 13                                                          | Oberstdorf                       | 10 km skiatlon                   | 1. leden                         | Marit Bjørgenová             | Justyna Kowalczyková         | Therese Johaugová            | 34. Eva Nývltová 54. Ivana Janečková  |         |
| 14                                                          | Toblach                          | 3 km K                           | 3. leden                         | Marit Bjørgenová             | Justyna Kowalczyková         | [[Astrid Jacobsenová]]       | 28. Eva Nývltová 50. Ivana Janečková  |         |
| 15                                                          | Toblach                          | Sprint V                         | 4. leden                         | Marit Bjørgenová             | Kikkan Randallová            | Justyna Kowalczyková         | 10. Eva Nývltová 59. Ivana Janečková  |         |
| 16                                                          | Toblach                          | 15 km V - stíhací závod          | 15. leden                        | Marit Bjørgenová             | Justyna Kowalczyková         | Therese Johaugová            | 19. Eva Nývltová 45. Ivana Janečková  |         |
| 17                                                          | Val di Fiemme                    | 10 km K - hromadný start         | 7. leden                         | Justyna Kowalczyková         | Marit Bjørgenová             | Charlotte Kallaová           | 27. Eva Nývltová 41. Ivana Janečková  |         |
| 18                                                          | Val di Fiemme                    | 9 km V - stíhací závod           | 8. leden                         | Therese Johaugová            | Justyna Kowalczyková         | Marit Bjørgenová             | 20. Eva Nývltová 41. Ivana Janečková  |         |
| Tour de Ski - celkové pořadí                                | Tour de Ski - celkové pořadí     | Tour de Ski - celkové pořadí     | Tour de Ski - celkové pořadí     | Justyna Kowalczyková         | Marit Bjørgenová             | Therese Johaugová            | 18. Eva Nývltová 40. Ivana Janečková  |         |
| Konec Tour de Ski                                           |                                  |                                  |                                  |                              |                              |                              |                                       |         |
| 19                                                          | Milán                            | Sprint V                         | 14. leden                        | Ida Ingemarsdotter           | Kikkan Randallová            | Maiken Caspersenová Fallaová | 32. Karolína Grohová                  |         |
| 20                                                          | Otepää                           | Sprint K                         | 21. leden                        | Justyna Kowalczyková         | Marit Bjørgenová             | Natalia Matvějevová          |                                       |         |
| 21                                                          | Otepää                           | 10 km K                          | 22. leden                        | Justyna Kowalczyková         | Marit Bjørgenová             | Therese Johaugová            |                                       |         |
| 22                                                          | Moskva                           | 2. únor                          | Sprint V                         | Justyna Kowalczyková         | Natalia Korostelevová        | Anastasia Docenková          |                                       |         |
| 23                                                          | Rybinsk                          | 10 km V - hromadný start         | 4. únor                          | Marit Bjørgenová             | Charlotte Kallaová           | Marthe Kristoffersen         |                                       |         |
| 24                                                          | Rybinsk                          | 15 km skiatlon                   | 5. únor                          | Therese Johaugová            | Justyna Kowalczyková         | Marit Bjørgenová             |                                       |         |
| 25                                                          | Nové Město                       | 15 km K - hromadný start         | 11. únor                         | Marit Bjørgenová             | Justyna Kowalczyková         | Therese Johaugová            | 27. Ivana Janečková 36. Eva Nývltová  |         |
| 26                                                          | Szklarska Poręba                 | Sprint V                         | 17. únor                         | Ida Ingemarsdotter           | Maiken Caspersenová Fallaová | Kikkan Randallová            | 26. Eva Nývltová 53. Karolína Grohová |         |
| 27                                                          | Szklarska Poręba                 | 10 km K                          | 18. únor                         | Justyna Kowalczyková         | Marit Bjørgenová             | Therese Johaugová            | 37. Eva Nývltová 43. Ivana Janečková  |         |
| 28                                                          | Lahti                            | 15 km skiatlon                   | 3. březen                        | Therese Johaugová            | Marit Bjørgenová             | Heidi Wengová                | 45. Eva Nývltová                      |         |
| 29                                                          | Lahti                            | Sprint K                         | 4. březen                        | Marit Bjørgenová             | Julija Ivanovová             | Justyna Kowalczyková         | 40. Eva Nývltová                      |         |
| 30                                                          | Drammen                          | Sprint K                         | 7. březen                        | Marit Bjørgenová             | [[Astrid Jacobsenová]]       | Justyna Kowalczyková         |                                       |         |
| 31                                                          | Oslo                             | 30 km K - hromadný start         | 11. březen                       | Marit Bjørgenová             | Justyna Kowalczyková         | Therese Johaugová            | 26. Eva Nývltová                      |         |
| Finále Světového poháru (14. březen 2012 - 18. březen 2012) |                                  |                                  |                                  |                              |                              |                              |                                       |         |
| 32                                                          | Stockholm                        | Sprint K                         | 14. březen                       | Marit Bjørgenová             | Julija Ivanovová             | Maiken Caspersenová Fallaová | 45. Eva Nývltová                      |         |
| 33                                                          | Falun                            | 2,5 km V                         | 16. březen                       | Marit Bjørgenová             | Charlotte Kallaováová        | Marthe Kristoffersen         | 39. Eva Nývltová                      |         |
| 34                                                          | Falun                            | 10 km K - hromadný start         | 17. březen                       | Justyna Kowalczyková         | Heidi Wengová                | Therese Johaugová            | 36. Eva Nývltová                      |         |
| 35                                                          | Falun                            | 10 km V - stíhací závod          | 18. březen                       | Therese Johaugová            | Charlotte Kallaová           | Heidi Wengová                | 30. Eva Nývltová                      |         |
| World Cup Final - celkové pořadí                            | World Cup Final - celkové pořadí | World Cup Final - celkové pořadí | World Cup Final - celkové pořadí | Marit Bjørgenová             | Heidi Wengová                | Charlotte Kallaová           | 37. Eva Nývltová                      |         |
| Konec Finále Světového poháru                               |                                  |                                  |                                  |                              |                              |                              |                                       |         |

#### Týmové závody
| Závod | Místo konání | Disciplína       | Datum        | 1. místo                                                                                  | 2. místo                                                                                     | 3. místo                                                                                    | Česká účast                                                             | Detaily |
| ----- | ------------ | ---------------- | ------------ | ----------------------------------------------------------------------------------------- | -------------------------------------------------------------------------------------------- | ------------------------------------------------------------------------------------------- | ----------------------------------------------------------------------- | ------- |
| 1     | Sjusjøen     | Štafeta 4 × 5 km | 20. listopad | Norsko I Vibeke Skofterudová Therese Johaugová Kristin Størmer Steiraová Marit Bjørgenová | Norsko II Astrid Jacobsenová Ingvild Flugstad Østberg Tora Bergerová Marthe Kristoffersenová | Finsko Krista Lähteenmäkiová Aino-Kaisa Saarinenová Riitta-Liisa Roponenová Riikka Sarasoja |                                                                         |         |
| 2     | Düsseldorf   | Sprint dvojic V  | 4. prosinec  | Norsko I Mari Eide Maiken Caspersenová Fallaová                                           | USA I Sadie Bjornsenová Kikkan Randallová                                                    | Rusko I Natalia Korostelevová Natalia Matvějevová                                           | 20. ČR Karolína Grohová Eva Nývltová                                    |         |
| 3     | Milán        | Sprint dvojic V  | 15. leden    | Švédsko I Hanna Brodin Ida Ingemarsdotter                                                 | USA I Jessica Digginsová Kikkan Randallová                                                   | Kanada Perianne Jonesová Chandra Crawfordová                                                |                                                                         |         |
| 4     | Nové město   | Štafeta 4 × 5 km | 12. únor     | Norsko I Vibeke Skofterudová Therese Johaugová Kristin Størmer Steiraová Marit Bjørgenová | Finsko Riikka Sarasoja Aino-Kaisa Saarinenová Riitta-Liisa Roponenová Krista Lähteenmäkiová  | Norsko II Heidi Wengová Ragnhild Hagaová Marthe Kristoffersen Ingvild Flugstad Østbergová   | 12. ČR Eva Nývltová Martina Chrástková Ivana Janečková Sandra Schützová |         |

## Bodování
Tabulka ukazuje bodování v závodech Světového poháru v běhu na lyžích v sezóně 2011/12.
| Umístění                                              | 1   | 2   | 3   | 4   | 5   | 6   | 7   | 8   | 9   | 10  | 11 | 12 | 13 | 14 | 15 | 16 | 17 | 18 | 19 | 20 | 21 | 22 | 23 | 24 | 25 | 26 | 27 | 28 | 29 | 30 |
| Individuální závod/Sprint                             | 100 | 80  | 60  | 50  | 45  | 40  | 36  | 32  | 29  | 26  | 24 | 22 | 20 | 18 | 16 | 15 | 14 | 13 | 12 | 11 | 10 | 9  | 8  | 7  | 6  | 5  | 4  | 3  | 2  | 1  |
| Ruka Triple/Finále SP (celkové pořadí) Štafeta        | 200 | 160 | 120 | 100 | 90  | 80  | 72  | 64  | 58  | 52  | 48 | 44 | 40 | 36 | 32 | 30 | 28 | 26 | 24 | 22 | 20 | 18 | 16 | 14 | 12 | 10 | 8  | 6  | 4  | 2  |
| Tour de Ski (celkové pořadí)                          | 400 | 320 | 240 | 200 | 180 | 160 | 144 | 128 | 116 | 104 | 96 | 88 | 80 | 72 | 64 | 60 | 56 | 52 | 48 | 44 | 40 | 36 | 32 | 28 | 24 | 20 | 16 | 12 | 8  | 4  |
| Ruka Triple/Tour de Ski/Finále SP (jednotlivé závody) | 50  | 46  | 43  | 40  | 37  | 34  | 32  | 30  | 28  | 26  | 24 | 22 | 20 | 18 | 16 | 15 | 14 | 13 | 12 | 11 | 10 | 9  | 8  | 7  | 6  | 5  | 4  | 3  | 2  | 1  |
| Bonusové body (prémie v závodech s hromadným startem) | 15  | 12  | 10  | 8   | 6   | 5   | 4   | 3   | 2   | 1   |    |    |    |    |    |    |    |    |    |    |    |    |    |    |    |    |    |    |    |    |

- V závodech s hromadným startem získalo bonusové body vždy prvních 10 závodníků, kteří projeli skrz cílovou čáru dané prémie
- Body ze štafet, stejně jako z individuálních závodů, se započítávaly do žebříčku zemí.